# Spoorlijn Tours - Le Mans
De spoorlijn Tours - Le Mans is een Franse spoorlijn van Tours naar Le Mans. De lijn is 95,9 km lang en heeft als lijnnummer 561 000.

## Geschiedenis
De lijn werd geopend door de Compagnie du chemin de fer de Paris à Orléans op 19 juli 1858. 

## Treindiensten
De SNCF verzorgt het personenvervoer op dit traject met TER treinen.
| Serie | Treinsoort | Route                                                                            | Bijzonderheden |
| ----- | ---------- | -------------------------------------------------------------------------------- | -------------- |
| K 30  | TER (SNCF) | Le Mans – Écommoy – Château-du-Loir – Tours                                      |                |
| K 39  | TER (SNCF) | Caen – Argentan – Surdon – Alençon – Le Mans – Écommoy – Château-du-Loir – Tours |                |
| P 30  | TER (SNCF) | Tours – Château-du-Loir – Écommoy – Le Mans – Alençon                            |                |
| P 33  | TER (SNCF) | Chartres – Tours                                                                 |                |

## Aansluitingen
In de volgende plaatsen is of was er een aansluiting op de volgende spoorlijnen:
Tours
RFN 515 000, spoorlijn tussen Tours en Saint-Nazaire
RFN 525 000, spoorlijn tussen Les Sables-d'Olonne en Tours
RFN 525 901, voormalig einde in Tours van lijn 525 000, Les Sables-d'Olonne - Tours
RFN 562 300, raccordement van Saint-Pierre-des-Corps naar Nantes
RFN 563 300, raccordement tussen Saint-Pierre-des-Corps en Tours
RFN 564 300, raccordement tussen Tours en Monts (aansluiting Bordeaux)
aansluiting Saumur
RFN 515 241, raccordement van Saint-Côme
La Membrolle-sur-Choisille
RFN 550 000, spoorlijn tussen Brétigny en La Membrolle-sur-Choisille
Château-du-Loir
RFN 500 000, spoorlijn tussen Chartres en Bordeaux-Saint-Jean
Aubigné-Racan
RFN 508 000, spoorlijn tussen Aubigné-Racan en Sablé
aansluiting Fontaines
RFN 561 311, raccordement van Fontaines (Le Mans)
aansluiting Poste 7
RFN 561 316, raccordement van La Clarté (Le Mans)
aansluiting Préau
RFN 420 306, raccordement van Pontlieue (Le Mans)
Le Mans
RFN 420 000, spoorlijn tussen Paris-Montparnasse en Brest
RFN 450 000, spoorlijn tussen Le Mans en Angers-Maître-École

## Elektrische tractie
De lijn werd gedeeltelijk geëlektrificeerd, tussen de triage van Le Mans en Le Mans in 1964 en tussen Tours en Saint-Côme in 1982 met een gelijkspanning van 1500 volt.